# 庫克莫爾
库克莫尔（羅馬化：Kukmor，羅馬化：Quqmara）是俄罗斯鞑靼斯坦共和国的城市，为库克莫尔区行政中心及规模最大聚居地，也是该区唯一的一座城市。地处鞑靼斯坦共和国北部边境，位于伏尔加河流域内一条小河努尔明卡河（Нурминка）河畔，在共和国首府喀山东北方，北侧与基洛夫州接壤，距离基洛夫州的维亚茨基耶波利亚内市约7公里。
市内设有同名铁路车站，位于尤季诺－阿格雷兹线上。
建于18世纪，名称来自马里语。2017年从市级镇升格为市。2022年人口有17,699人；2010年人口16,918；2002年人口16,764；1989年人口14,731。居民以鞑靼人为主。